# Giovanna Bruna Baldacci
Giovanna Bruna Baldacci (19 de novembro de 1886 — depois de 1910) foi uma compositora, pianista e poeta italiana. Ela nasceu em Pistoia, Itália, e estudou piano no Instituto Musicale em Florença com Francesco Cilea e Moretti.
Depois de completar seus estudos, Baldacci trabalhou como pianista de concerto na Itália e Suíça. Ela também deu aulas e contribuiu com artigos para revistas especializadas. Em 1910, ganhou o primeiro prêmio de composição uma competição de seu país.

## Obras
Baldacci compôs principalmente canções e peças para piano. Obras selecionadas incluem:
- Eu mesi dell anno;
- Madrigale